# Gaio Calpurnio Aviola
Gaio Calpurnio Aviola (in latino: Gaius Calpurnius Aviola; Ostia?, 11 a.C. circa – dopo il 41) è stato un magistrato romano, console dell'Impero romano.

## Biografia
Appartenente ad una gens plebea originaria del Latium, se non proprio di Ostia, Aviola è stato riconosciuto come un Gaio Acilio Aviola adottato tra il 22 e il 23 da un Gaio Calpurnio, forse un parente del futuro cospiratore di epoca neroniana Gaio Calpurnio Pisone, oppure Gaio Calpurnio Bibulo, edile nel 22 a.C., oppure ancora, più probabilmente, un Gaio Calpurnio edile nel 23 a.C.
Il legame con i Calpurnii dovette probabilmente promuovere la carriera di Aviola. Il primo incarico a noi noto sembra essere stato quello di legatus Augusti pro praetore della Gallia Lugdunense, svolto ancora prima dell'adozione, nel 21, durante il quale Aviola, al comando di una coorte di stanza a Lugdunum, distrusse i ribelli Andecavi e Turoni spinti alla rivolta da Giulio Sacroviro. La successiva adozione lo portò ad assurgere presto al consolato, che Aviola ricoprì come suffetto per il secondo semestre del 24 sostituendo Servio Cornelio Cetego e avendo come collega Publio Cornelio Lentulo Scipione, che sostituì Lucio Visellio Varrone.
Aviola poi ricoprì il proconsolato d'Asia nel 37/38, durante il quale coniò monete in onore di Caligola e di sua sorella Drusilla. Sembra, infine, essere lui, piuttosto che il figlio, il senatore Aviola che faceva parte del consilium di Claudio secondo gli Acta martyrum Alexandrinorum. Queste due attestazioni rendono quindi assai improbabile che sia lui il consolare Acilio Aviola che Valerio Massimo e Plinio il Vecchio raccontano bruciò vivo su una pira funebre, dal momento che l'opera di Valerio Massimo sembra essere stata pubblicata prima della morte di Tiberio nel 37.
Con ogni probabilità figlio di Aviola, avuto evidentemente prima dell'adozione, fu Manio Acilio Aviola, console ordinario del 54, che sposò Edia Servilia, figlia di Marco Edio Balbo, raccomandato al consolato da Tiberio in persona attorno agli anni 20 ma mai assurto all'onore a causa del suo improvviso decesso, o di suo fratello Marco Edio Celere, proconsole di Creta e Cirene nel 21, e di Servilia, figlia del console del 3 Marco Servilio e sorella dello storiografo amicus di Tiberio Marco Servilio Noniano, console ordinario del 35. La parentela con i Servilii potrebbe aver promosso ancor più Aviola e la sua famiglia agli occhi di Tiberio, e questa vicinanza alla famiglia imperiale dovette rimanere forte anche sotto i successori Caligola e Claudio: quest'ultimo nominò il figlio Manio proprio questore personale nel 45 e gli conferì la adlectio inter patricios, elevando la famiglia. Dal matrimonio del figlio Manio con Edia Servilia nacque con ogni probabilità il console suffetto dell'82 Manio Acilio Aviola e forse anche il console ordinario del 91 Manio Acilio Glabrione.